# 1990年のナショナルリーグチャンピオンシップシリーズ
1990年の野球において、メジャーリーグベースボール（MLB）のポストシーズンは10月4日に開幕した。ナショナルリーグの第22回リーグチャンピオンシップシリーズ（英語: 22nd National League Championship Series、以下「リーグ優勝決定戦」と表記）は、同日から12日にかけて計6試合が開催された。その結果、シンシナティ・レッズ（西地区）がピッツバーグ・パイレーツ（東地区）を4勝2敗で下し、14年ぶり9回目のリーグ優勝およびワールドシリーズ進出を果たした。
両球団がリーグ優勝決定戦で対戦するのは、ともに前回出場の1979年以来5度目。その翌年以降1980年代の10年間で、当時のナショナルリーグ全12球団中この2球団だけがポストシーズン出場を逸し続けていたが、1990年代最初の年に揃って11年ぶりに出場した。この年のレギュラーシーズンでは両球団は12試合対戦し、6勝6敗の五分だった。レッズはこの年 "ナスティ・ボーイズ"（英語: Nasty Boys）との異名を持つ強力な救援投手陣を擁して勝ち進んだ。今シリーズでも、彼らのうちロブ・ディブルとランディ・マイヤーズが合わせて10.2イニングで17三振を奪い防御率0.00を記録、シリーズMVPを共同受賞した。このあとレッズは、ワールドシリーズでもアメリカンリーグ王者オークランド・アスレチックスを4勝0敗で下し、14年ぶり5度目の優勝を成し遂げた。
パイレーツの本拠地球場スリー・リバース・スタジアムは野球専用球場ではなくアメリカンフットボールでも使用され、NFLのピッツバーグ・スティーラーズも本拠地としていた。今シリーズ第3戦は当初、東地区優勝球団の本拠地球場で10月8日に行う予定だったが、その日のスリー・リバース・スタジアムではNFLシーズン第5週、サンディエゴ・チャージャーズ対スティーラーズ戦を開催することになっていた。そのため、今シリーズは第3戦以降の開催日を1日ずつ繰り下げ、第2戦と第3戦の間の移動日を2日間とる異例の日程を組んだ。

## 試合結果
1990年のナショナルリーグ優勝決定戦は10月4日に開幕し、9日間で6試合が行われた。日程・結果は以下の通り。
| 日付                                                 | 試合  | ビジター球団（先攻）     | スコア | ホーム球団（後攻）       | 開催球場                     | 開催球場                                                        |
| ---------------------------------------------------- | ----- | ------------------------ | ------ | ------------------------ | ---------------------------- | --------------------------------------------------------------- |
| 10月04日（木）                                       | 第1戦 | ピッツバーグ・パイレーツ | 4－3   | シンシナティ・レッズ     | リバーフロント・スタジアム   | リバーフロント・ · スタジアムスリー・ · リバース・ · スタジアム |
| 10月05日（金）                                       | 第2戦 | ピッツバーグ・パイレーツ | 1－2   | シンシナティ・レッズ     | リバーフロント・スタジアム   | リバーフロント・ · スタジアムスリー・ · リバース・ · スタジアム |
| 10月06日（土）                                       |       | 移動日                   | 移動日 | 移動日                   |                              | リバーフロント・ · スタジアムスリー・ · リバース・ · スタジアム |
| 10月07日（日）                                       |       | 移動日                   | 移動日 | 移動日                   |                              | リバーフロント・ · スタジアムスリー・ · リバース・ · スタジアム |
| 10月08日（月）                                       | 第3戦 | シンシナティ・レッズ     | 6－3   | ピッツバーグ・パイレーツ | スリー・リバース・スタジアム | リバーフロント・ · スタジアムスリー・ · リバース・ · スタジアム |
| 10月09日（火）                                       | 第4戦 | シンシナティ・レッズ     | 5－3   | ピッツバーグ・パイレーツ | スリー・リバース・スタジアム | リバーフロント・ · スタジアムスリー・ · リバース・ · スタジアム |
| 10月10日（水）                                       | 第5戦 | シンシナティ・レッズ     | 2－3   | ピッツバーグ・パイレーツ | スリー・リバース・スタジアム | リバーフロント・ · スタジアムスリー・ · リバース・ · スタジアム |
| 10月11日（木）                                       |       | 移動日                   | 移動日 | 移動日                   |                              | リバーフロント・ · スタジアムスリー・ · リバース・ · スタジアム |
| 10月12日（金）                                       | 第6戦 | ピッツバーグ・パイレーツ | 1－2   | シンシナティ・レッズ     | リバーフロント・スタジアム   | リバーフロント・ · スタジアムスリー・ · リバース・ · スタジアム |
| 優勝：シンシナティ・レッズ（4勝2敗 / 14年ぶり9度目） |       |                          |        |                          |                              | リバーフロント・ · スタジアムスリー・ · リバース・ · スタジアム |

### 第1戦 10月4日
- リバーフロント・スタジアム（オハイオ州シンシナティ）

|                          | 1 | 2 | 3 | 4 | 5 | 6 | 7 | 8 | 9 | R | H | E |
| ------------------------ | - | - | - | - | - | - | - | - | - | - | - | - |
| ピッツバーグ・パイレーツ | 0 | 0 | 1 | 2 | 0 | 0 | 1 | 0 | 0 | 4 | 7 | 1 |
| シンシナティ・レッズ     | 3 | 0 | 0 | 0 | 0 | 0 | 0 | 0 | 0 | 3 | 5 | 0 |

1. 勝利：ボブ・ウォーク（1勝）
2. セーブ：テッド・パワー（1S）
3. 敗戦：ノーム・チャールトン（1敗）
4. 本塁打
PIT：シド・ブリーム1号2ラン
5. 審判
［球審］ハリー・ウェンデルステット
［塁審］一塁: ジョン・マクシェリー、二塁: ポール・ランギー、三塁: ダッチ・レナート
［外審］左翼: ジェリー・クロフォード、右翼: ジェリー・デービス
6. 試合開始時刻: 東部夏時間（UTC-4）午後8時30分  試合時間: 2時間51分  観客: 5万2911人
詳細: MLB.com Gameday / Baseball-Reference.com

| ピッツバーグ・パイレーツ | ピッツバーグ・パイレーツ | ピッツバーグ・パイレーツ | ピッツバーグ・パイレーツ | ピッツバーグ・パイレーツ                                                                              | シンシナティ・レッズ | シンシナティ・レッズ | シンシナティ・レッズ | シンシナティ・レッズ | シンシナティ・レッズ                                                                            |
| ------------------------ | ------------------------ | ------------------------ | ------------------------ | --- | -------------------- | -------------------- | -------------------- | -------------------- | ----------------------------------------------------------------------------------------------- |
| 打順                     | 守備                     | 選手                     | 打席                     | B・ウォークM・ラバリエールS・ブリームJ・リンドW・バックマンJ・ベルB・ボンズA・バンスライクB・ボニーヤ | 打順                 | 守備                 | 選手                 | 打席                 | J・リーホJ・リードH・モリスM・ダンカンC・セイボーB・ラーキンE・デービスB・ハッチャーP・オニール |
| 1                        | 三                       | W・バックマン            | 両                       | B・ウォークM・ラバリエールS・ブリームJ・リンドW・バックマンJ・ベルB・ボンズA・バンスライクB・ボニーヤ | 1                    | 遊                   | B・ラーキン          | 右                   | J・リーホJ・リードH・モリスM・ダンカンC・セイボーB・ラーキンE・デービスB・ハッチャーP・オニール |
| 2                        | 遊                       | J・ベル                  | 右                       | B・ウォークM・ラバリエールS・ブリームJ・リンドW・バックマンJ・ベルB・ボンズA・バンスライクB・ボニーヤ | 2                    | 中                   | B・ハッチャー        | 右                   | J・リーホJ・リードH・モリスM・ダンカンC・セイボーB・ラーキンE・デービスB・ハッチャーP・オニール |
| 3                        | 中                       | A・バンスライク          | 左                       | B・ウォークM・ラバリエールS・ブリームJ・リンドW・バックマンJ・ベルB・ボンズA・バンスライクB・ボニーヤ | 3                    | 一                   | H・モリス            | 左                   | J・リーホJ・リードH・モリスM・ダンカンC・セイボーB・ラーキンE・デービスB・ハッチャーP・オニール |
| 4                        | 右                       | B・ボニーヤ              | 両                       | B・ウォークM・ラバリエールS・ブリームJ・リンドW・バックマンJ・ベルB・ボンズA・バンスライクB・ボニーヤ | 4                    | 左                   | E・デービス          | 右                   | J・リーホJ・リードH・モリスM・ダンカンC・セイボーB・ラーキンE・デービスB・ハッチャーP・オニール |
| 5                        | 左                       | B・ボンズ                | 左                       | B・ウォークM・ラバリエールS・ブリームJ・リンドW・バックマンJ・ベルB・ボンズA・バンスライクB・ボニーヤ | 5                    | 右                   | P・オニール          | 左                   | J・リーホJ・リードH・モリスM・ダンカンC・セイボーB・ラーキンE・デービスB・ハッチャーP・オニール |
| 6                        | 一                       | S・ブリーム              | 左                       | B・ウォークM・ラバリエールS・ブリームJ・リンドW・バックマンJ・ベルB・ボンズA・バンスライクB・ボニーヤ | 6                    | 三                   | C・セイボー          | 右                   | J・リーホJ・リードH・モリスM・ダンカンC・セイボーB・ラーキンE・デービスB・ハッチャーP・オニール |
| 7                        | 捕                       | M・ラバリエール          | 左                       | B・ウォークM・ラバリエールS・ブリームJ・リンドW・バックマンJ・ベルB・ボンズA・バンスライクB・ボニーヤ | 7                    | 捕                   | J・リード            | 左                   | J・リーホJ・リードH・モリスM・ダンカンC・セイボーB・ラーキンE・デービスB・ハッチャーP・オニール |
| 8                        | 二                       | J・リンド                | 右                       | B・ウォークM・ラバリエールS・ブリームJ・リンドW・バックマンJ・ベルB・ボンズA・バンスライクB・ボニーヤ | 8                    | 二                   | M・ダンカン          | 右                   | J・リーホJ・リードH・モリスM・ダンカンC・セイボーB・ラーキンE・デービスB・ハッチャーP・オニール |
| 9                        | 投                       | B・ウォーク              | 右                       | B・ウォークM・ラバリエールS・ブリームJ・リンドW・バックマンJ・ベルB・ボンズA・バンスライクB・ボニーヤ | 9                    | 投                   | J・リーホ            | 右                   | J・リーホJ・リードH・モリスM・ダンカンC・セイボーB・ラーキンE・デービスB・ハッチャーP・オニール |
| 先発投手                 | 先発投手                 | 先発投手                 | 投球                     | B・ウォークM・ラバリエールS・ブリームJ・リンドW・バックマンJ・ベルB・ボンズA・バンスライクB・ボニーヤ | 先発投手             | 先発投手             | 先発投手             | 投球                 | J・リーホJ・リードH・モリスM・ダンカンC・セイボーB・ラーキンE・デービスB・ハッチャーP・オニール |
| B・ウォーク              | B・ウォーク              | B・ウォーク              | 右                       | B・ウォークM・ラバリエールS・ブリームJ・リンドW・バックマンJ・ベルB・ボンズA・バンスライクB・ボニーヤ | J・リーホ            | J・リーホ            | J・リーホ            | 右                   | J・リーホJ・リードH・モリスM・ダンカンC・セイボーB・ラーキンE・デービスB・ハッチャーP・オニール |

### 第2戦 10月5日
- リバーフロント・スタジアム（オハイオ州シンシナティ）

|                          | 1 | 2 | 3 | 4 | 5 | 6 | 7 | 8 | 9 | R | H | E |
| ------------------------ | - | - | - | - | - | - | - | - | - | - | - | - |
| ピッツバーグ・パイレーツ | 0 | 0 | 0 | 0 | 1 | 0 | 0 | 0 | 0 | 1 | 6 | 0 |
| シンシナティ・レッズ     | 1 | 0 | 0 | 0 | 1 | 0 | 0 | 0 | X | 2 | 5 | 0 |

1. 勝利：トム・ブラウニング（1勝）
2. セーブ：ランディ・マイヤーズ（1S）
3. 敗戦：ダグ・ドレイベック（1敗）
4. 本塁打
PIT：ホセ・リンド1号ソロ
5. 審判
［球審］ジョン・マクシェリー
［塁審］一塁: ポール・ランギー、二塁: ダッチ・レナート、三塁: ジェリー・クロフォード
［外審］左翼: ジェリー・デービス、右翼: ハリー・ウェンデルステット
6. 試合開始時刻: 東部夏時間（UTC-4）午後3時15分  試合時間: 2時間38分  観客: 5万4456人
詳細: MLB.com Gameday / Baseball-Reference.com

| ピッツバーグ・パイレーツ | ピッツバーグ・パイレーツ | ピッツバーグ・パイレーツ | ピッツバーグ・パイレーツ | ピッツバーグ・パイレーツ                                                                          | シンシナティ・レッズ | シンシナティ・レッズ | シンシナティ・レッズ | シンシナティ・レッズ | シンシナティ・レッズ                                                                                      |
| ------------------------ | ------------------------ | ------------------------ | ------------------------ | ------------------------------------------------------------------------------------------------- | -------------------- | -------------------- | -------------------- | -------------------- | --- |
| 打順                     | 守備                     | 選手                     | 打席                     | D・ドレイベックD・スロートG・リーダスJ・リンドJ・キングJ・ベルB・ボンズA・バンスライクB・ボニーヤ | 打順                 | 守備                 | 選手                 | 打席                 | T・ブラウニングJ・オリバーH・モリスM・ダンカンC・セイボーB・ラーキンE・デービスH・ウィニンガムP・オニール |
| 1                        | 一                       | G・リーダス              | 右                       | D・ドレイベックD・スロートG・リーダスJ・リンドJ・キングJ・ベルB・ボンズA・バンスライクB・ボニーヤ | 1                    | 遊                   | B・ラーキン          | 右                   | T・ブラウニングJ・オリバーH・モリスM・ダンカンC・セイボーB・ラーキンE・デービスH・ウィニンガムP・オニール |
| 2                        | 遊                       | J・ベル                  | 右                       | D・ドレイベックD・スロートG・リーダスJ・リンドJ・キングJ・ベルB・ボンズA・バンスライクB・ボニーヤ | 2                    | 中                   | H・ウィニンガム      | 左                   | T・ブラウニングJ・オリバーH・モリスM・ダンカンC・セイボーB・ラーキンE・デービスH・ウィニンガムP・オニール |
| 3                        | 中                       | A・バンスライク          | 左                       | D・ドレイベックD・スロートG・リーダスJ・リンドJ・キングJ・ベルB・ボンズA・バンスライクB・ボニーヤ | 3                    | 右                   | P・オニール          | 左                   | T・ブラウニングJ・オリバーH・モリスM・ダンカンC・セイボーB・ラーキンE・デービスH・ウィニンガムP・オニール |
| 4                        | 右                       | B・ボニーヤ              | 両                       | D・ドレイベックD・スロートG・リーダスJ・リンドJ・キングJ・ベルB・ボンズA・バンスライクB・ボニーヤ | 4                    | 左                   | E・デービス          | 右                   | T・ブラウニングJ・オリバーH・モリスM・ダンカンC・セイボーB・ラーキンE・デービスH・ウィニンガムP・オニール |
| 5                        | 左                       | B・ボンズ                | 左                       | D・ドレイベックD・スロートG・リーダスJ・リンドJ・キングJ・ベルB・ボンズA・バンスライクB・ボニーヤ | 5                    | 一                   | H・モリス            | 左                   | T・ブラウニングJ・オリバーH・モリスM・ダンカンC・セイボーB・ラーキンE・デービスH・ウィニンガムP・オニール |
| 6                        | 三                       | J・キング                | 右                       | D・ドレイベックD・スロートG・リーダスJ・リンドJ・キングJ・ベルB・ボンズA・バンスライクB・ボニーヤ | 6                    | 三                   | C・セイボー          | 右                   | T・ブラウニングJ・オリバーH・モリスM・ダンカンC・セイボーB・ラーキンE・デービスH・ウィニンガムP・オニール |
| 7                        | 捕                       | D・スロート              | 右                       | D・ドレイベックD・スロートG・リーダスJ・リンドJ・キングJ・ベルB・ボンズA・バンスライクB・ボニーヤ | 7                    | 捕                   | J・オリバー          | 右                   | T・ブラウニングJ・オリバーH・モリスM・ダンカンC・セイボーB・ラーキンE・デービスH・ウィニンガムP・オニール |
| 8                        | 二                       | J・リンド                | 右                       | D・ドレイベックD・スロートG・リーダスJ・リンドJ・キングJ・ベルB・ボンズA・バンスライクB・ボニーヤ | 8                    | 二                   | M・ダンカン          | 右                   | T・ブラウニングJ・オリバーH・モリスM・ダンカンC・セイボーB・ラーキンE・デービスH・ウィニンガムP・オニール |
| 9                        | 投                       | D・ドレイベック          | 右                       | D・ドレイベックD・スロートG・リーダスJ・リンドJ・キングJ・ベルB・ボンズA・バンスライクB・ボニーヤ | 9                    | 投                   | T・ブラウニング      | 左                   | T・ブラウニングJ・オリバーH・モリスM・ダンカンC・セイボーB・ラーキンE・デービスH・ウィニンガムP・オニール |
| 先発投手                 | 先発投手                 | 先発投手                 | 投球                     | D・ドレイベックD・スロートG・リーダスJ・リンドJ・キングJ・ベルB・ボンズA・バンスライクB・ボニーヤ | 先発投手             | 先発投手             | 先発投手             | 投球                 | T・ブラウニングJ・オリバーH・モリスM・ダンカンC・セイボーB・ラーキンE・デービスH・ウィニンガムP・オニール |
| D・ドレイベック          | D・ドレイベック          | D・ドレイベック          | 右                       | D・ドレイベックD・スロートG・リーダスJ・リンドJ・キングJ・ベルB・ボンズA・バンスライクB・ボニーヤ | T・ブラウニング      | T・ブラウニング      | T・ブラウニング      | 左                   | T・ブラウニングJ・オリバーH・モリスM・ダンカンC・セイボーB・ラーキンE・デービスH・ウィニンガムP・オニール |

### 第3戦 10月8日
- スリー・リバース・スタジアム（ペンシルベニア州ピッツバーグ）

|                          | 1 | 2 | 3 | 4 | 5 | 6 | 7 | 8 | 9 | R | H  | E |
| ------------------------ | - | - | - | - | - | - | - | - | - | - | -- | - |
| シンシナティ・レッズ     | 0 | 2 | 0 | 0 | 3 | 0 | 0 | 0 | 1 | 6 | 13 | 1 |
| ピッツバーグ・パイレーツ | 0 | 0 | 0 | 2 | 0 | 0 | 0 | 1 | 0 | 3 | 8  | 0 |

1. 勝利：ダニー・ジャクソン（1勝）
2. セーブ：ランディ・マイヤーズ（2S）
3. 敗戦：ゼイン・スミス（1敗）
4. 本塁打
CIN：ビリー・ハッチャー1号2ラン、マリアーノ・ダンカン1号3ラン
5. 審判
［球審］ポール・ランギー
［塁審］一塁: ダッチ・レナート、二塁: ジェリー・クロフォード、三塁: ジェリー・デービス
［外審］左翼: ハリー・ウェンデルステット、右翼: ジョン・マクシェリー
6. 試合開始時刻: 東部夏時間（UTC-4）午後3時20分  試合時間: 2時間51分  観客: 4万5611人  気温: 71°F（21.7°C）
詳細: MLB.com Gameday / Baseball-Reference.com

| シンシナティ・レッズ | シンシナティ・レッズ | シンシナティ・レッズ | シンシナティ・レッズ | シンシナティ・レッズ                                                                                             | ピッツバーグ・パイレーツ | ピッツバーグ・パイレーツ | ピッツバーグ・パイレーツ | ピッツバーグ・パイレーツ | ピッツバーグ・パイレーツ                                                                           |
| -------------------- | -------------------- | -------------------- | -------------------- | --- | ------------------------ | ------------------------ | ------------------------ | ------------------------ | -------------------------------------------------------------------------------------------------- |
| 打順                 | 守備                 | 選手                 | 打席                 | D・ジャクソンJ・オリバーT・ベンジン · ガーM・ダンカンC・セイボーB・ラーキンE・デービスB・ハッチャーG・ブラッグス | 打順                     | 守備                     | 選手                     | 打席                     | Z・スミスD・スロートC・マルティ · ネスJ・リンドJ・キングJ・ベルB・ボンズA・バンスライクB・ボニーヤ |
| 1                    | 遊                   | B・ラーキン          | 右                   | D・ジャクソンJ・オリバーT・ベンジン · ガーM・ダンカンC・セイボーB・ラーキンE・デービスB・ハッチャーG・ブラッグス | 1                        | 三                       | J・キング                | 右                       | Z・スミスD・スロートC・マルティ · ネスJ・リンドJ・キングJ・ベルB・ボンズA・バンスライクB・ボニーヤ |
| 2                    | 二                   | M・ダンカン          | 右                   | D・ジャクソンJ・オリバーT・ベンジン · ガーM・ダンカンC・セイボーB・ラーキンE・デービスB・ハッチャーG・ブラッグス | 2                        | 遊                       | J・ベル                  | 右                       | Z・スミスD・スロートC・マルティ · ネスJ・リンドJ・キングJ・ベルB・ボンズA・バンスライクB・ボニーヤ |
| 3                    | 三                   | C・セイボー          | 右                   | D・ジャクソンJ・オリバーT・ベンジン · ガーM・ダンカンC・セイボーB・ラーキンE・デービスB・ハッチャーG・ブラッグス | 3                        | 中                       | A・バンスライク          | 左                       | Z・スミスD・スロートC・マルティ · ネスJ・リンドJ・キングJ・ベルB・ボンズA・バンスライクB・ボニーヤ |
| 4                    | 左                   | E・デービス          | 右                   | D・ジャクソンJ・オリバーT・ベンジン · ガーM・ダンカンC・セイボーB・ラーキンE・デービスB・ハッチャーG・ブラッグス | 4                        | 右                       | B・ボニーヤ              | 両                       | Z・スミスD・スロートC・マルティ · ネスJ・リンドJ・キングJ・ベルB・ボンズA・バンスライクB・ボニーヤ |
| 5                    | 右                   | G・ブラッグス        | 右                   | D・ジャクソンJ・オリバーT・ベンジン · ガーM・ダンカンC・セイボーB・ラーキンE・デービスB・ハッチャーG・ブラッグス | 5                        | 左                       | B・ボンズ                | 左                       | Z・スミスD・スロートC・マルティ · ネスJ・リンドJ・キングJ・ベルB・ボンズA・バンスライクB・ボニーヤ |
| 6                    | 一                   | T・ベンジンガー      | 両                   | D・ジャクソンJ・オリバーT・ベンジン · ガーM・ダンカンC・セイボーB・ラーキンE・デービスB・ハッチャーG・ブラッグス | 6                        | 一                       | C・マルティネス          | 右                       | Z・スミスD・スロートC・マルティ · ネスJ・リンドJ・キングJ・ベルB・ボンズA・バンスライクB・ボニーヤ |
| 7                    | 捕                   | J・オリバー          | 右                   | D・ジャクソンJ・オリバーT・ベンジン · ガーM・ダンカンC・セイボーB・ラーキンE・デービスB・ハッチャーG・ブラッグス | 7                        | 捕                       | D・スロート              | 右                       | Z・スミスD・スロートC・マルティ · ネスJ・リンドJ・キングJ・ベルB・ボンズA・バンスライクB・ボニーヤ |
| 8                    | 中                   | B・ハッチャー        | 右                   | D・ジャクソンJ・オリバーT・ベンジン · ガーM・ダンカンC・セイボーB・ラーキンE・デービスB・ハッチャーG・ブラッグス | 8                        | 二                       | J・リンド                | 右                       | Z・スミスD・スロートC・マルティ · ネスJ・リンドJ・キングJ・ベルB・ボンズA・バンスライクB・ボニーヤ |
| 9                    | 投                   | D・ジャクソン        | 右                   | D・ジャクソンJ・オリバーT・ベンジン · ガーM・ダンカンC・セイボーB・ラーキンE・デービスB・ハッチャーG・ブラッグス | 9                        | 投                       | Z・スミス                | 左                       | Z・スミスD・スロートC・マルティ · ネスJ・リンドJ・キングJ・ベルB・ボンズA・バンスライクB・ボニーヤ |
| 先発投手             | 先発投手             | 先発投手             | 投球                 | D・ジャクソンJ・オリバーT・ベンジン · ガーM・ダンカンC・セイボーB・ラーキンE・デービスB・ハッチャーG・ブラッグス | 先発投手                 | 先発投手                 | 先発投手                 | 投球                     | Z・スミスD・スロートC・マルティ · ネスJ・リンドJ・キングJ・ベルB・ボンズA・バンスライクB・ボニーヤ |
| D・ジャクソン        | D・ジャクソン        | D・ジャクソン        | 左                   | D・ジャクソンJ・オリバーT・ベンジン · ガーM・ダンカンC・セイボーB・ラーキンE・デービスB・ハッチャーG・ブラッグス | Z・スミス                | Z・スミス                | Z・スミス                | 左                       | Z・スミスD・スロートC・マルティ · ネスJ・リンドJ・キングJ・ベルB・ボンズA・バンスライクB・ボニーヤ |

### 第4戦 10月9日
- スリー・リバース・スタジアム（ペンシルベニア州ピッツバーグ）

|                          | 1 | 2 | 3 | 4 | 5 | 6 | 7 | 8 | 9 | R | H  | E |
| ------------------------ | - | - | - | - | - | - | - | - | - | - | -- | - |
| シンシナティ・レッズ     | 0 | 0 | 0 | 2 | 0 | 0 | 2 | 0 | 1 | 5 | 10 | 1 |
| ピッツバーグ・パイレーツ | 1 | 0 | 0 | 1 | 0 | 0 | 0 | 1 | 0 | 3 | 8  | 0 |

1. 勝利：ホセ・リーホ（1勝）
2. セーブ：ロブ・ディブル（1S）
3. 敗戦：ボブ・ウォーク（1勝1敗）
4. 本塁打
CIN：ポール・オニール1号ソロ、クリス・セイボー1号2ラン
CIN：ジェイ・ベル1号ソロ
5. 審判
［球審］ダッチ・レナート
［塁審］一塁: ジェリー・クロフォード、二塁: ジェリー・デービス、三塁: ハリー・ウェンデルステット
［外審］左翼: ジョン・マクシェリー、右翼: ポール・ランギー
6. 試合開始時刻: 東部夏時間（UTC-4）午後8時30分  試合時間: 3時間0分  観客: 5万461人  気温: 72°F（22.2°C）
詳細: MLB.com Gameday / Baseball-Reference.com

| シンシナティ・レッズ | シンシナティ・レッズ | シンシナティ・レッズ | シンシナティ・レッズ | シンシナティ・レッズ                                                                            | ピッツバーグ・パイレーツ | ピッツバーグ・パイレーツ | ピッツバーグ・パイレーツ | ピッツバーグ・パイレーツ | ピッツバーグ・パイレーツ                                                                              |
| -------------------- | -------------------- | -------------------- | -------------------- | ----------------------------------------------------------------------------------------------- | ------------------------ | ------------------------ | ------------------------ | ------------------------ | --- |
| 打順                 | 守備                 | 選手                 | 打席                 | J・リーホJ・リードH・モリスM・ダンカンC・セイボーB・ラーキンE・デービスB・ハッチャーP・オニール | 打順                     | 守備                     | 選手                     | 打席                     | B・ウォークM・ラバリエールS・ブリームJ・リンドW・バックマンJ・ベルB・ボンズA・バンスライクB・ボニーヤ |
| 1                    | 遊                   | B・ラーキン          | 右                   | J・リーホJ・リードH・モリスM・ダンカンC・セイボーB・ラーキンE・デービスB・ハッチャーP・オニール | 1                        | 三                       | W・バックマン            | 両                       | B・ウォークM・ラバリエールS・ブリームJ・リンドW・バックマンJ・ベルB・ボンズA・バンスライクB・ボニーヤ |
| 2                    | 中                   | B・ハッチャー        | 右                   | J・リーホJ・リードH・モリスM・ダンカンC・セイボーB・ラーキンE・デービスB・ハッチャーP・オニール | 2                        | 遊                       | J・ベル                  | 右                       | B・ウォークM・ラバリエールS・ブリームJ・リンドW・バックマンJ・ベルB・ボンズA・バンスライクB・ボニーヤ |
| 3                    | 右                   | P・オニール          | 左                   | J・リーホJ・リードH・モリスM・ダンカンC・セイボーB・ラーキンE・デービスB・ハッチャーP・オニール | 3                        | 中                       | A・バンスライク          | 左                       | B・ウォークM・ラバリエールS・ブリームJ・リンドW・バックマンJ・ベルB・ボンズA・バンスライクB・ボニーヤ |
| 4                    | 左                   | E・デービス          | 右                   | J・リーホJ・リードH・モリスM・ダンカンC・セイボーB・ラーキンE・デービスB・ハッチャーP・オニール | 4                        | 右                       | B・ボニーヤ              | 両                       | B・ウォークM・ラバリエールS・ブリームJ・リンドW・バックマンJ・ベルB・ボンズA・バンスライクB・ボニーヤ |
| 5                    | 一                   | H・モリス            | 左                   | J・リーホJ・リードH・モリスM・ダンカンC・セイボーB・ラーキンE・デービスB・ハッチャーP・オニール | 5                        | 左                       | B・ボンズ                | 左                       | B・ウォークM・ラバリエールS・ブリームJ・リンドW・バックマンJ・ベルB・ボンズA・バンスライクB・ボニーヤ |
| 6                    | 三                   | C・セイボー          | 右                   | J・リーホJ・リードH・モリスM・ダンカンC・セイボーB・ラーキンE・デービスB・ハッチャーP・オニール | 6                        | 一                       | S・ブリーム              | 左                       | B・ウォークM・ラバリエールS・ブリームJ・リンドW・バックマンJ・ベルB・ボンズA・バンスライクB・ボニーヤ |
| 7                    | 捕                   | J・リード            | 左                   | J・リーホJ・リードH・モリスM・ダンカンC・セイボーB・ラーキンE・デービスB・ハッチャーP・オニール | 7                        | 捕                       | M・ラバリエール          | 左                       | B・ウォークM・ラバリエールS・ブリームJ・リンドW・バックマンJ・ベルB・ボンズA・バンスライクB・ボニーヤ |
| 8                    | 二                   | M・ダンカン          | 右                   | J・リーホJ・リードH・モリスM・ダンカンC・セイボーB・ラーキンE・デービスB・ハッチャーP・オニール | 8                        | 二                       | J・リンド                | 右                       | B・ウォークM・ラバリエールS・ブリームJ・リンドW・バックマンJ・ベルB・ボンズA・バンスライクB・ボニーヤ |
| 9                    | 投                   | J・リーホ            | 右                   | J・リーホJ・リードH・モリスM・ダンカンC・セイボーB・ラーキンE・デービスB・ハッチャーP・オニール | 9                        | 投                       | B・ウォーク              | 右                       | B・ウォークM・ラバリエールS・ブリームJ・リンドW・バックマンJ・ベルB・ボンズA・バンスライクB・ボニーヤ |
| 先発投手             | 先発投手             | 先発投手             | 投球                 | J・リーホJ・リードH・モリスM・ダンカンC・セイボーB・ラーキンE・デービスB・ハッチャーP・オニール | 先発投手                 | 先発投手                 | 先発投手                 | 投球                     | B・ウォークM・ラバリエールS・ブリームJ・リンドW・バックマンJ・ベルB・ボンズA・バンスライクB・ボニーヤ |
| J・リーホ            | J・リーホ            | J・リーホ            | 右                   | J・リーホJ・リードH・モリスM・ダンカンC・セイボーB・ラーキンE・デービスB・ハッチャーP・オニール | B・ウォーク              | B・ウォーク              | B・ウォーク              | 右                       | B・ウォークM・ラバリエールS・ブリームJ・リンドW・バックマンJ・ベルB・ボンズA・バンスライクB・ボニーヤ |

### 第5戦 10月10日
- スリー・リバース・スタジアム（ペンシルベニア州ピッツバーグ）

|                          | 1 | 2 | 3 | 4 | 5 | 6 | 7 | 8 | 9 | R | H | E |
| ------------------------ | - | - | - | - | - | - | - | - | - | - | - | - |
| シンシナティ・レッズ     | 1 | 0 | 0 | 0 | 0 | 0 | 0 | 1 | 0 | 2 | 7 | 0 |
| ピッツバーグ・パイレーツ | 2 | 0 | 0 | 1 | 0 | 0 | 0 | 0 | X | 3 | 6 | 1 |

1. 勝利：ダグ・ドレイベック（1勝1敗）
2. セーブ：ボブ・パターソン（1S）
3. 敗戦：トム・ブラウニング（1勝1敗）
4. 審判
［球審］ジェリー・クロフォード
［塁審］一塁: ジェリー・デービス、二塁: ハリー・ウェンデルステット、三塁: ジョン・マクシェリー
［外審］左翼: ポール・ランギー、右翼: ダッチ・レナート
5. 試合開始時刻: 東部夏時間（UTC-4）午後8時25分  試合時間: 2時間48分  観客: 4万8221人  気温: 74°F（23.3°C）
詳細: MLB.com Gameday / Baseball-Reference.com

| シンシナティ・レッズ | シンシナティ・レッズ | シンシナティ・レッズ | シンシナティ・レッズ | シンシナティ・レッズ                                                                                      | ピッツバーグ・パイレーツ | ピッツバーグ・パイレーツ | ピッツバーグ・パイレーツ | ピッツバーグ・パイレーツ | ピッツバーグ・パイレーツ                                                                              |
| -------------------- | -------------------- | -------------------- | -------------------- | --- | ------------------------ | ------------------------ | ------------------------ | ------------------------ | --- |
| 打順                 | 守備                 | 選手                 | 打席                 | T・ブラウニングJ・オリバーH・モリスM・ダンカンC・セイボーB・ラーキンE・デービスH・ウィニンガムP・オニール | 打順                     | 守備                     | 選手                     | 打席                     | D・ドレイベックD・スロートG・リーダスJ・リンドB・ボニーヤJ・ベルB・ボンズA・バンスライクR・レイノルズ |
| 1                    | 遊                   | B・ラーキン          | 右                   | T・ブラウニングJ・オリバーH・モリスM・ダンカンC・セイボーB・ラーキンE・デービスH・ウィニンガムP・オニール | 1                        | 一                       | G・リーダス              | 右                       | D・ドレイベックD・スロートG・リーダスJ・リンドB・ボニーヤJ・ベルB・ボンズA・バンスライクR・レイノルズ |
| 2                    | 中                   | H・ウィニンガム      | 左                   | T・ブラウニングJ・オリバーH・モリスM・ダンカンC・セイボーB・ラーキンE・デービスH・ウィニンガムP・オニール | 2                        | 遊                       | J・ベル                  | 右                       | D・ドレイベックD・スロートG・リーダスJ・リンドB・ボニーヤJ・ベルB・ボンズA・バンスライクR・レイノルズ |
| 3                    | 右                   | P・オニール          | 左                   | T・ブラウニングJ・オリバーH・モリスM・ダンカンC・セイボーB・ラーキンE・デービスH・ウィニンガムP・オニール | 3                        | 中                       | A・バンスライク          | 左                       | D・ドレイベックD・スロートG・リーダスJ・リンドB・ボニーヤJ・ベルB・ボンズA・バンスライクR・レイノルズ |
| 4                    | 左                   | E・デービス          | 右                   | T・ブラウニングJ・オリバーH・モリスM・ダンカンC・セイボーB・ラーキンE・デービスH・ウィニンガムP・オニール | 4                        | 三                       | B・ボニーヤ              | 両                       | D・ドレイベックD・スロートG・リーダスJ・リンドB・ボニーヤJ・ベルB・ボンズA・バンスライクR・レイノルズ |
| 5                    | 一                   | H・モリス            | 左                   | T・ブラウニングJ・オリバーH・モリスM・ダンカンC・セイボーB・ラーキンE・デービスH・ウィニンガムP・オニール | 5                        | 左                       | B・ボンズ                | 左                       | D・ドレイベックD・スロートG・リーダスJ・リンドB・ボニーヤJ・ベルB・ボンズA・バンスライクR・レイノルズ |
| 6                    | 三                   | C・セイボー          | 右                   | T・ブラウニングJ・オリバーH・モリスM・ダンカンC・セイボーB・ラーキンE・デービスH・ウィニンガムP・オニール | 6                        | 右                       | R・レイノルズ            | 両                       | D・ドレイベックD・スロートG・リーダスJ・リンドB・ボニーヤJ・ベルB・ボンズA・バンスライクR・レイノルズ |
| 7                    | 捕                   | J・オリバー          | 右                   | T・ブラウニングJ・オリバーH・モリスM・ダンカンC・セイボーB・ラーキンE・デービスH・ウィニンガムP・オニール | 7                        | 捕                       | D・スロート              | 右                       | D・ドレイベックD・スロートG・リーダスJ・リンドB・ボニーヤJ・ベルB・ボンズA・バンスライクR・レイノルズ |
| 8                    | 二                   | M・ダンカン          | 右                   | T・ブラウニングJ・オリバーH・モリスM・ダンカンC・セイボーB・ラーキンE・デービスH・ウィニンガムP・オニール | 8                        | 二                       | J・リンド                | 右                       | D・ドレイベックD・スロートG・リーダスJ・リンドB・ボニーヤJ・ベルB・ボンズA・バンスライクR・レイノルズ |
| 9                    | 投                   | T・ブラウニング      | 左                   | T・ブラウニングJ・オリバーH・モリスM・ダンカンC・セイボーB・ラーキンE・デービスH・ウィニンガムP・オニール | 9                        | 投                       | D・ドレイベック          | 右                       | D・ドレイベックD・スロートG・リーダスJ・リンドB・ボニーヤJ・ベルB・ボンズA・バンスライクR・レイノルズ |
| 先発投手             | 先発投手             | 先発投手             | 投球                 | T・ブラウニングJ・オリバーH・モリスM・ダンカンC・セイボーB・ラーキンE・デービスH・ウィニンガムP・オニール | 先発投手                 | 先発投手                 | 先発投手                 | 投球                     | D・ドレイベックD・スロートG・リーダスJ・リンドB・ボニーヤJ・ベルB・ボンズA・バンスライクR・レイノルズ |
| T・ブラウニング      | T・ブラウニング      | T・ブラウニング      | 左                   | T・ブラウニングJ・オリバーH・モリスM・ダンカンC・セイボーB・ラーキンE・デービスH・ウィニンガムP・オニール | D・ドレイベック          | D・ドレイベック          | D・ドレイベック          | 右                       | D・ドレイベックD・スロートG・リーダスJ・リンドB・ボニーヤJ・ベルB・ボンズA・バンスライクR・レイノルズ |

### 第6戦 10月12日
- リバーフロント・スタジアム（オハイオ州シンシナティ）

|                          | 1 | 2 | 3 | 4 | 5 | 6 | 7 | 8 | 9 | R | H | E |
| ------------------------ | - | - | - | - | - | - | - | - | - | - | - | - |
| ピッツバーグ・パイレーツ | 0 | 0 | 0 | 0 | 1 | 0 | 0 | 0 | 0 | 1 | 1 | 3 |
| シンシナティ・レッズ     | 1 | 0 | 0 | 0 | 0 | 0 | 1 | 0 | X | 2 | 9 | 0 |

1. 勝利：ノーム・チャールトン（1勝1敗）
2. セーブ：ランディ・マイヤーズ（3S）
3. 敗戦：ゼイン・スミス（2敗）
4. 審判
［球審］ジェリー・デービス
［塁審］一塁: ハリー・ウェンデルステット、二塁: ジョン・マクシェリー、三塁: ポール・ランギー
［外審］左翼: ダッチ・レナート、右翼: ジェリー・クロフォード
5. 試合開始時刻: 東部夏時間（UTC-4）午後8時20分  試合時間: 2時間57分  観客: 5万6079人  気温: 52°F（11.1°C）
詳細: MLB.com Gameday / Baseball-Reference.com

| ピッツバーグ・パイレーツ | ピッツバーグ・パイレーツ | ピッツバーグ・パイレーツ | ピッツバーグ・パイレーツ | ピッツバーグ・パイレーツ                                                                           | シンシナティ・レッズ | シンシナティ・レッズ | シンシナティ・レッズ | シンシナティ・レッズ | シンシナティ・レッズ                                                                                           |
| ------------------------ | ------------------------ | ------------------------ | ------------------------ | -------------------------------------------------------------------------------------------------- | -------------------- | -------------------- | -------------------- | -------------------- | --- |
| 打順                     | 守備                     | 選手                     | 打席                     | T・パワーD・スロートC・マルティ · ネスJ・リンドJ・キングJ・ベルB・ボンズA・バンスライクB・ボニーヤ | 打順                 | 守備                 | 選手                 | 打席                 | D・ジャクソンJ・オリバーT・ベンジン · ガーM・ダンカンC・セイボーB・ラーキンE・デービスB・ハッチャーP・オニール |
| 1                        | 三                       | J・キング                | 右                       | T・パワーD・スロートC・マルティ · ネスJ・リンドJ・キングJ・ベルB・ボンズA・バンスライクB・ボニーヤ | 1                    | 遊                   | B・ラーキン          | 右                   | D・ジャクソンJ・オリバーT・ベンジン · ガーM・ダンカンC・セイボーB・ラーキンE・デービスB・ハッチャーP・オニール |
| 2                        | 遊                       | J・ベル                  | 右                       | T・パワーD・スロートC・マルティ · ネスJ・リンドJ・キングJ・ベルB・ボンズA・バンスライクB・ボニーヤ | 2                    | 中                   | B・ハッチャー        | 右                   | D・ジャクソンJ・オリバーT・ベンジン · ガーM・ダンカンC・セイボーB・ラーキンE・デービスB・ハッチャーP・オニール |
| 3                        | 中                       | A・バンスライク          | 左                       | T・パワーD・スロートC・マルティ · ネスJ・リンドJ・キングJ・ベルB・ボンズA・バンスライクB・ボニーヤ | 3                    | 右                   | P・オニール          | 左                   | D・ジャクソンJ・オリバーT・ベンジン · ガーM・ダンカンC・セイボーB・ラーキンE・デービスB・ハッチャーP・オニール |
| 4                        | 右                       | B・ボニーヤ              | 両                       | T・パワーD・スロートC・マルティ · ネスJ・リンドJ・キングJ・ベルB・ボンズA・バンスライクB・ボニーヤ | 4                    | 左                   | E・デービス          | 右                   | D・ジャクソンJ・オリバーT・ベンジン · ガーM・ダンカンC・セイボーB・ラーキンE・デービスB・ハッチャーP・オニール |
| 5                        | 左                       | B・ボンズ                | 左                       | T・パワーD・スロートC・マルティ · ネスJ・リンドJ・キングJ・ベルB・ボンズA・バンスライクB・ボニーヤ | 5                    | 三                   | C・セイボー          | 右                   | D・ジャクソンJ・オリバーT・ベンジン · ガーM・ダンカンC・セイボーB・ラーキンE・デービスB・ハッチャーP・オニール |
| 6                        | 一                       | C・マルティネス          | 右                       | T・パワーD・スロートC・マルティ · ネスJ・リンドJ・キングJ・ベルB・ボンズA・バンスライクB・ボニーヤ | 6                    | 一                   | T・ベンジンガー      | 両                   | D・ジャクソンJ・オリバーT・ベンジン · ガーM・ダンカンC・セイボーB・ラーキンE・デービスB・ハッチャーP・オニール |
| 7                        | 捕                       | D・スロート              | 右                       | T・パワーD・スロートC・マルティ · ネスJ・リンドJ・キングJ・ベルB・ボンズA・バンスライクB・ボニーヤ | 7                    | 二                   | M・ダンカン          | 右                   | D・ジャクソンJ・オリバーT・ベンジン · ガーM・ダンカンC・セイボーB・ラーキンE・デービスB・ハッチャーP・オニール |
| 8                        | 二                       | J・リンド                | 右                       | T・パワーD・スロートC・マルティ · ネスJ・リンドJ・キングJ・ベルB・ボンズA・バンスライクB・ボニーヤ | 8                    | 捕                   | J・オリバー          | 右                   | D・ジャクソンJ・オリバーT・ベンジン · ガーM・ダンカンC・セイボーB・ラーキンE・デービスB・ハッチャーP・オニール |
| 9                        | 投                       | T・パワー                | 右                       | T・パワーD・スロートC・マルティ · ネスJ・リンドJ・キングJ・ベルB・ボンズA・バンスライクB・ボニーヤ | 9                    | 投                   | D・ジャクソン        | 右                   | D・ジャクソンJ・オリバーT・ベンジン · ガーM・ダンカンC・セイボーB・ラーキンE・デービスB・ハッチャーP・オニール |
| 先発投手                 | 先発投手                 | 先発投手                 | 投球                     | T・パワーD・スロートC・マルティ · ネスJ・リンドJ・キングJ・ベルB・ボンズA・バンスライクB・ボニーヤ | 先発投手             | 先発投手             | 先発投手             | 投球                 | D・ジャクソンJ・オリバーT・ベンジン · ガーM・ダンカンC・セイボーB・ラーキンE・デービスB・ハッチャーP・オニール |
| T・パワー                | T・パワー                | T・パワー                | 右                       | T・パワーD・スロートC・マルティ · ネスJ・リンドJ・キングJ・ベルB・ボンズA・バンスライクB・ボニーヤ | D・ジャクソン        | D・ジャクソン        | D・ジャクソン        | 左                   | D・ジャクソンJ・オリバーT・ベンジン · ガーM・ダンカンC・セイボーB・ラーキンE・デービスB・ハッチャーP・オニール |